# یارکو هورمه
یارکو هورمه (فنلاندی: Jarkko Hurme؛ زادهٔ ۴ ژوئن ۱۹۸۶) بازیکن فوتبال اهل فنلاند است.
از باشگاه‌هایی که در آن بازی کرده‌است می‌توان به باشگاه فوتبال هلاس ورونا، باشگاه فوتبال سینایوئن یالکاپالوکرهو، باشگاه فوتبال اودینزه، باشگاه فوتبال اود، باشگاه فوتبال رووانیمی پالوسئورا، باشگاه فوتبال اولو، و باشگاه فوتبال تورون پالوسئورا اشاره کرد.
وی همچنین در تیم ملی فوتبال فنلاند بازی کرده‌است.